# Howintoniella obscurifrons
Howintoniella obscurifrons är en kackerlacksart som först beskrevs av Carl Stål 1877.  Howintoniella obscurifrons ingår i släktet Howintoniella och familjen jättekackerlackor.
Artens utbredningsområde är Filippinerna. Inga underarter finns listade i Catalogue of Life.